# Nastocerus maculicornis
Nastocerus maculicornis är en skalbaggsart som beskrevs av Leon Fairmaire 1897. Nastocerus maculicornis ingår i släktet Nastocerus och familjen långhorningar.
Artens utbredningsområde är Madagaskar. Inga underarter finns listade i Catalogue of Life.